# Hermoniana blondheimae
Hermoniana blondheimae is een rechtvleugelig insect uit de familie sabelsprinkhanen (Tettigoniidae). De wetenschappelijke naam van deze soort is voor het eerst geldig gepubliceerd in 2004 door Broza, Ayal & Pener.